# Acanthodactylus spinicauda
Acanthodactylus spinicauda là một loài thằn lằn trong họ Lacertidae. Loài này được Doumergue mô tả khoa học đầu tiên năm 1901.